# Az ABC-gyilkosságok
Az ABC-gyilkosságok (The ABC murders) Agatha Christie 1936-ban megjelent regénye. Magyarországon először 1936-ban jelent meg Poirot és az ABC címmel a Pallas Kiadó Félpengős regények sorozatában, Földes Jolán fordításában.

## Szereplők
- Hercule Poirot – a belga detektív
- Arthur Hastings – a barátja
- Japp főfelügyelő – rendőr
- Crome felügyelő – rendőr
- Carter felügyelő – rendőr
- Alice Ascher – idős nő, az első áldozat
- Franz Ascher – a férje
- Mary Drower – Alice unokahúga
- Betty Barnard – egy fiatal lány, a második áldozat
- Megan Barnard – a nővére
- Donald Fraser – Betty vőlegénye
- Carmichael Clarke – egy milliomos, a harmadik áldozat
- Franklin Clarke – az öccse
- Lady Clarke – Sir Carmichael felesége
- Thora Grey – Sir Carmichael titkárnője
- George Earlsfield – a negyedik áldozat
- Alexander Bonaparte Cust – egy harisnyaárus, a fő gyanúsított

## Történet
Hercule Poirot, a híres magándetektív egy nap névtelen levelet kap, egy önmagát ABC-nek nevező személytől. A levél egy közelgő gyilkosságot jelez előre, mely egy megadott napon, Andoverben fog bekövetkezni. A rendőrség nem veszi komolyan az ügyet, meggyőződésük, hogy a levél csak rossz tréfa.

A gyilkosság lezajlik, Alice Aschert, egy a boltocskáját egyedül igazgató öregasszonyt, holtan találják saját trafikjában. A holttesten egy nyitott ABC-menetrendet találnak, más nyom nincs. Megindul a nyomozás ABC után, azonban a rendőrség és Poirot is tehetetlen az ügyben, a gyilkos ugyanis nem hagyott nyomot.

Egy hónappal később Poirot újabb levelet kap, a következő gyilkosság napját és helyét, mely egy tengerparti kisváros, Bexhill-on-Sea. A bűntett lezajlik, a fiatal, csinos Betty Barnard az áldozat, testén egy nyitott ABC-menetrend.
A rendőrség értesíti a sajtót a történtekről, az egész országban figyelnek az újabb cselekményekre és várják az újabb leveleket.

A harmadik levél a nyomozókat egy Churston nevű kis faluba küldi, ahol Sir Carmichael Clarke holttestére bukkannak, szokásos sétájának útvonalán, mellette az ABC-menetrenddel.

Poirot előtt kezd körvonalazódni a gyilkosságok pszichológiája, azonban bizonyítékot nem talál rá egészen addig, amíg egy negyedik gyilkosságot is el nem követnek Doncasterben. Ezúttal George Earlsfield az áldozat, lábánál egy ABC-menetrend.

Nem sokkal később Alexander Bonaparte Cust feladja magát az andoveri rendőrségen, azonban az ügy itt még nem zárul le. Poirot az egyetlen, aki átlátja a bűntettek közötti összefüggést és végül megoldja a rejtélyt, lerántva a leplet az igazi gyilkosról.

## Jelentősége
A regény, Agatha Christie legtöbb művéhez hasonlóan pszichológiai tanulmány, ugyanakkor realista társadalomábrázolás, melyben a két világháború közötti angol társadalmi osztályok képviselői bukkannak fel.
Különös emberi sorsok is szerepet kapnak, például Alice Ascheré, aki fiatalon gyönyörű volt, beleszeretett Franz Ascherbe, aki öreg korára részeges lett, és csavargó, és csak a keményen dolgozó és lelkiismeretes felesége pénzéből élt, aki magát is alig tudta ellátni szerény boltocskájának jövedelméből. Ott van Betty Barnard, aki kicsapongó, szabad, flörtölő életet élt, nagykanállal merített az élvezetekből, majd végül ez lett a veszte, hiszen akárki elcsábíthatta és, miután kettesben volt vele, megölhette. Carmichael Clarke és felesége boldogságban éltek egészen addig, amíg Lady Clarkenál előrehaladott stádiumú rákot nem diagnosztizáltak. Az élet pokol lett számukra, Lady Clarke csak morfiummal tudta elviselni a fájdalmat, Sir Clarke pedig magányos lett, haldokló felesége miatt nem engedhette meg magának, hogy vonzó titkárnőjével, Miss Greyjel ismét megtalálja a boldogságot.
Mint az írónő legtöbb művének végén, Poirot nem csak leleplezi a gyilkost, hanem komoly szerepet is játszik az áldozatokhoz közel állók boldogságának visszaállításában, ilyen a mű végén egymásra találó Donald Fraser és Megan Barnard, az elhunyt Betty egykori udvarlója és nővére, szerelme.

## Magyarul
- Poirot és az ABC. Regény; ford. Földes Jolán; Palladis, Bp., 1936 (Félpengős regények)
- Az ABC-gyilkosságok. Bűnügyi regény; ford. Vermes Magda; Európa, Bp., 1975

## Feldolgozások
- Az ábécé gyilkosságok (The Alphabet Murders, 1965) rendező: Frank Tashlin, szereplők: Tony Randall, Robert Morley, Anita Ekberg
- Poirot: Az ABC-gyilkosságok ("Agatha Christie's Poirot" The ABC Murders, 1992) rendező: Andrew Grieve, szereplők: David Suchet, Hugh Fraser, Philip Jackson
- Agasa Kurisutī no Meitantei Powaro to Māpuru - Ēbīshī Satsujin Jiken 1-3 (2004) rendező: Naohito Takahashi
- Agatha Christie apró gyilkosságai - Az ABC-gyilkosságok, (Les Petits Meurtres d'Agatha Christie - Les meurtres ABC, 2009) rendező: Eric Woreth, szereplők: Antoine Duléry, Marius Colucci, Denis Lavant
- Agatha Christie: The ABC Murders (videójáték, 2009)
- Agatha Christie: The ABC Murders (videójáték, 2016)
- Agatha Christie - ABC-gyilkosságok (The ABC murders, 2018) rendező: Alex Gabassi, szereplők: John Malkovich, Eamon Farren, Michael Shaeffer